# Dooble
Dooble — свободный и открытый браузер на основе движка WebKit. Доступен для FreeBSD, Linux OS X (в том числе на Nokia N900) и Windows. Может быть собран на любой операционной системе, в которой поддерживается Qt.

## Особенности
Dooble включает в себя функции, целью которых является улучшение конфиденциальности и удобства использования.
Дополнения
В версии 1.26 Dooble стали поддерживаться аддоны. Linux и Windows установщики содержат чат_плагин, и новое Open Source приложение социальной сети похожей на ChatZilla и Diaspora.
Закладки
Dooble предоставляет закладки браузера. Пользователи могут также изменить существующую закладку через всплывающее окно, доступной из расположения виджетов.
Управление файлами cookie
Наряду со стандартными опциями управления cookie, Dooble также предоставляет механизм, который автоматически удаляет куки cookies. Если это допускается, Dooble будет время от времени удалять нежелательные cookies.
Встроенные поисковые системы
В Dooble, помимо прочих, также встроена поисковая система, построенная по принципу одноранговых сетей (P2P) — YaCy.
Шифрование персональных данных
Большую часть персональной информации Dooble позволяет зашифровать. Dooble не кодирует ассоциации файлов и пользовательские настройки. Dooble не кодирует ассоциации файлов и пользовательских настроек. Также предоставляет сессию на основе модели, в которой данные хранятся в зашифрованном виде с временным паролем.
Файловый менеджер, FTP-браузер
В комплект входит файловый менеджер и FTP-браузер, функционирующий без поддержки JavaScript
Конфигурация прокси-сервера
Высоко настраиваемые настройки прокси обеспечивают хорошую гибкость[обтекаемое выражение].
Восстановление сессии
Dooble поддерживает восстановление сессии. Если Dooble закрывается преждевременно, пользователь может восстановить предыдущие вкладки и окна.
Блокирование стороннего контента
Некоторые веб-сайты используют плавающие фреймы для того, чтобы распространять содержимое от одного или нескольких сторонних веб-сайтов. Поскольку эта технология может повысить проблемы с конфиденциальностью у некоторых пользователей, Dooble предоставляет средства для блокирования данных фреймов.

## История
Первая версия (0.1) вышла в сентябре 2009 года. Стабильная (1.40) — в январе 2013 года.

## Оценка
Dooble был оценен на 9 из 10 в обзоре браузеров для Linux, проведённом обозревателем ZDNet Джеком Уолленом.